# دروگر پنبه

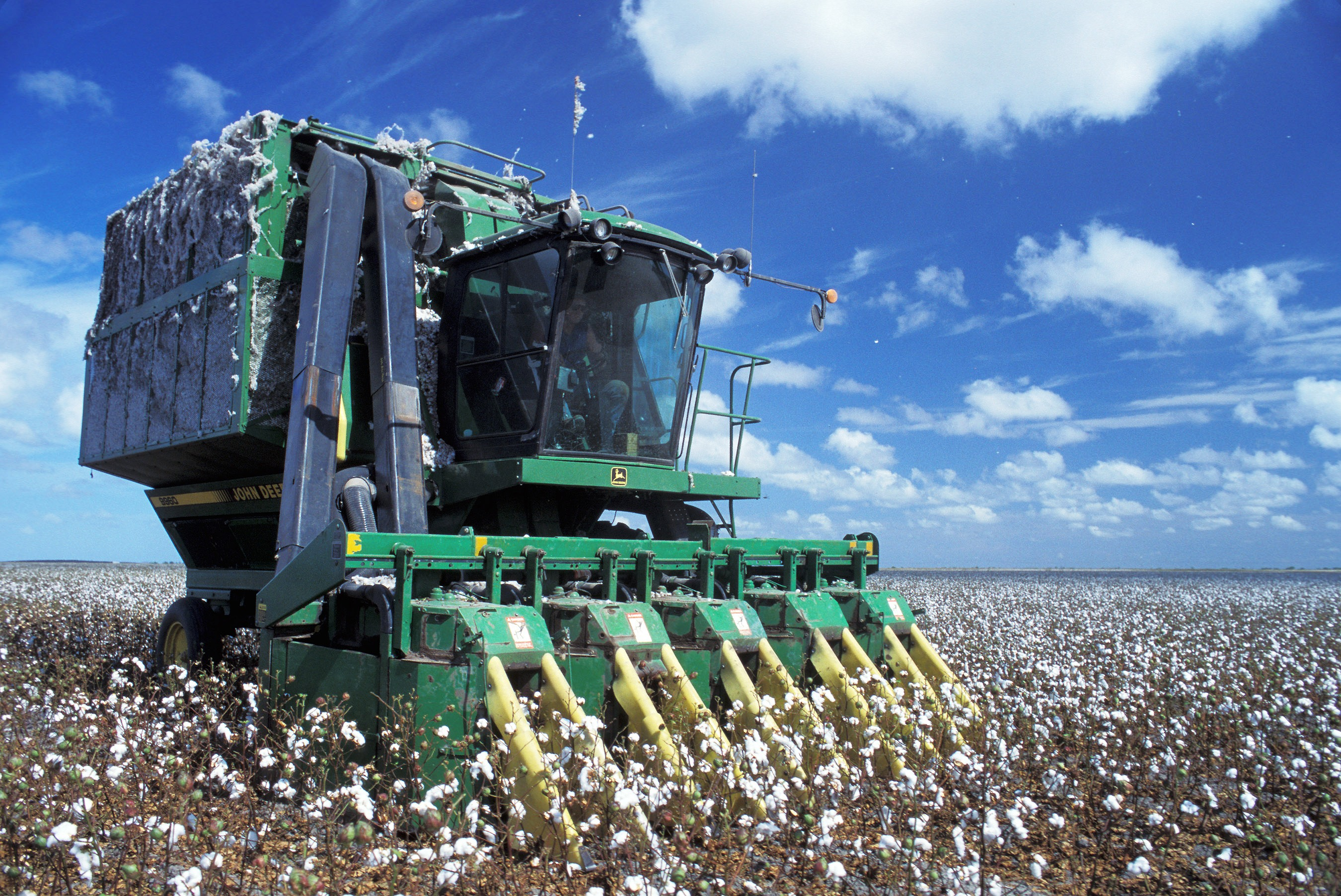
دروگر پنبه در حال کار

دروگر پنبه یک ماشین کشاورزی است که به طور خودکار برداشت گیاه پنبه را انجام می‌دهد که زمان برداشت را کاهش و بهره‌وری را افزایش می‌دهد. 

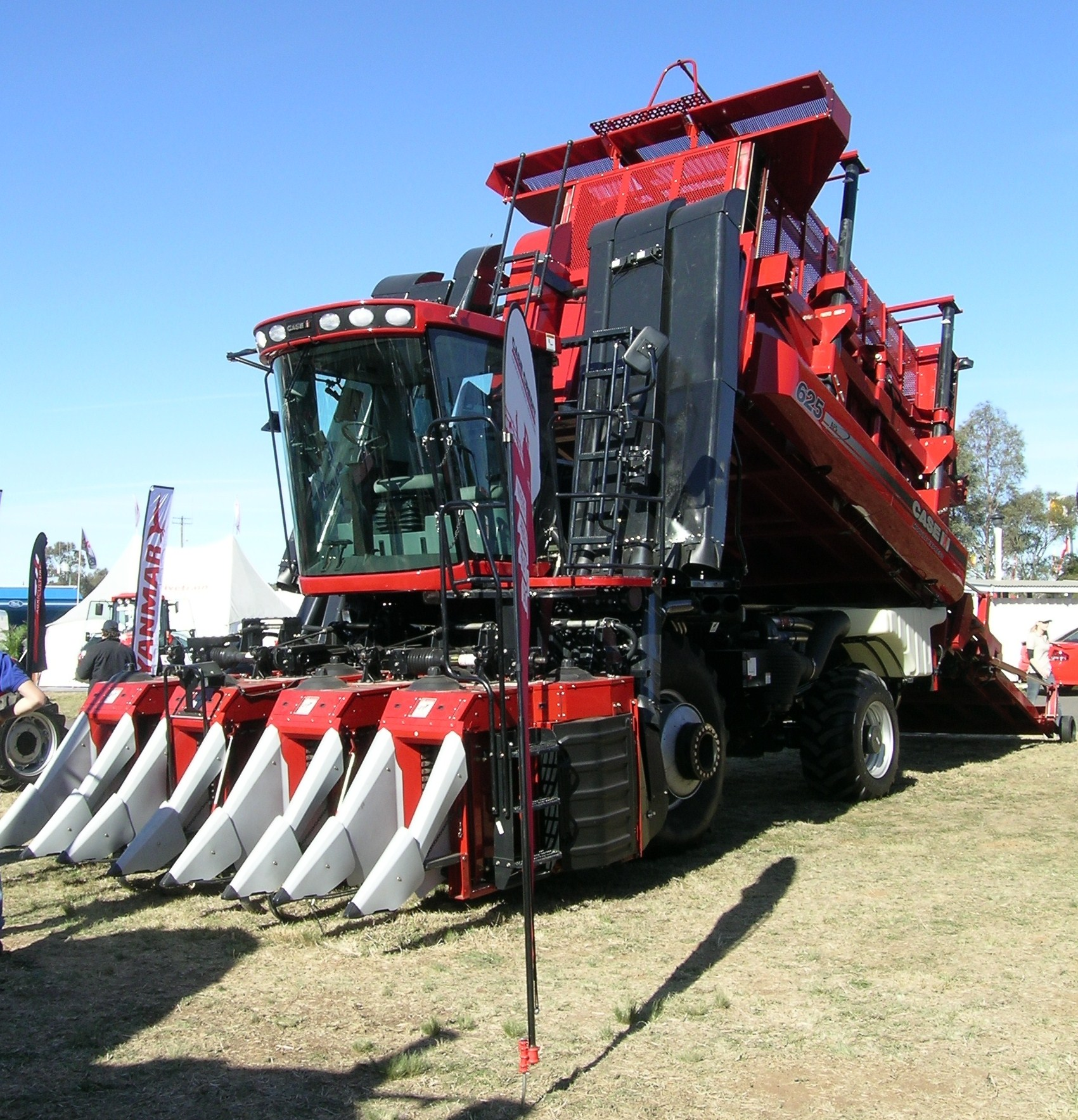
Case IH Module Express 625 گونه‌ای دروگر پنبه است.